# Хармон, Джиллиан
Джиллиан Хармон (англ. Jillian Harmon; родилась 3 марта 1987 года, Нью-Йорк, штат Нью-Йорк, США) — американо-британская профессиональная баскетболистка новозеландского происхождения (по матери), выступавшая в женской национальной баскетбольной лиге. Играла на позиции лёгкого форварда. Чемпионка женской НБЛ (2015).
В составе национальной сборной Новой Зеландии завоевала серебряные медали чемпионата Океании 2011 года в Австралии, кроме того принимала участие на Олимпийских играх 2008 года в Пекине и чемпионате Азии 2017 года в Индии.

## Ранние годы
Джиллиан родилась 3 марта 1987 года в городе Нью-Йорк (Нью-Йорк) в семье Рэндалла и Джули Хармон, а училась в городе Лейк-Осуиго (Орегон) в средней школе Лейкридж, в которой выступала за местную баскетбольную команду.